# Àrea urbana de Girona
L'Àrea Urbana de Girona és comprèn els municipis propers a la ciutat de Girona o que hi mantenen una continuïtat territorial i urbana. No hi ha una definició única de quins municipis en formen part. El ministeri d'habitatge i agenda urbana d'Espanya inclou els municipis de Girona, Salt, Celrà, Sarrià de Ter, Bescanó, Quart, Sant Julià de Ramis, Vilablareix i Fornells de la Selva.
Si ho extenem a l'Àrea Urbana Funcional de Girona, segons l'Institut Nacional d'Estadística d'Espanya, també s'inclouen Aiguaviva, Bordils, Caldes de Malavella, Riudellots de la Selva, Sant Gregori, Sant Martí de Llémena i Vilobí d'Onyar. L'Àrea Urbana Funcional consisteix en una ciutat i els municipis que formen el seu entorn funcional, concretament d'influència laboral. Un municipi pertany a l'Àrea Urbana Funcional d'una ciutat si el 15% o més de la població ocupada es desplaça a la ciutat per motius de feina, o bé per la contigüitat.
Altres fonts inclouen a l'Àrea Urbana de Girona només Girona, Salt, Sarrià de Ter, Vilablereix i Fornells de la Selva. El municipi de Girona i la majoria dels municipis de l'àrea urbana treballen conjuntament a nivell de mobilitat, habitatge i indústria.
Cal distingir-ho de l'Autoritat Territorial de la Mobilitat de l'Àrea de Girona, consorci interadministratiu integrat per la Generalitat de Catalunya, els consells comarcals del Gironès, del Pla de l'Estany, de la Garrotxa i de la Selva i l'Ajuntament de Girona amb la finalitat de coordinar el transport públic a l'Àrea de Girona.

## Demografia
| Ciutat               | Comarca | Habitants (2023) | Àrea en km2 |        |
| -------------------- | ------- | ---------------- | ----------- | ------ |
| Girona               | Gironès | 104.038          | 39,12       | [ 5 ]  |
| Salt                 | Gironès | 33.337           | 6,64        | [ 6 ]  |
| Celrà                | Gironès | 5.462            | 19,53       | [ 7 ]  |
| Sarrià de Ter        | Gironès | 5.335            | 4,16        | [ 8 ]  |
| Bescanó              | Gironès | 5.171            | 35,92       | [ 9 ]  |
| Quart                | Gironès | 4.026            | 38,09       | [ 10 ] |
| Sant Julià de Ramis  | Gironès | 3.699            | 18,80       | [ 11 ] |
| Vilablareix          | Gironès | 3.508            | 6,17        | [ 12 ] |
| Fornells de la Selva | Gironès | 2.732            | 11,86       | [ 13 ] |
| Total                |         | 167.308          | 180,29      |        |

## Transport i mobilitat

### Autobús urbà
La ciutat de Girona com a centre de l'Àrea Urbana de Girona disposa d'una xarxa d'autobusos urbans que serveix a Girona mateixa, Salt, Sant Julià de Ramis, Sarrià de Ter, Vilablareix i Fornells de la Selva:
| Línia | Recorregut                                                                                      |
| ----- | ----------------------------------------------------------------------------------------------- |
| L-3   | Girona (Pl. Marquès de Camps) - Salt (per Carrer Major)                                         |
| L-4   | Girona (Pl. Marquès de Camps) - Salt (per Espai Gironès)                                        |
| L-5   | Germans Sàbat - Ramon Folch (Jutjats) - Sant Narcís - Vilablareix - Aiguaviva                   |
| L-6   | Sant Julià de Ramis - Sarrià de Ter - Hospital Josep Trueta - Ramon Folch (Jutjats) - Vila-Roja |
| L-9   | Girona (UdG Montilivi) - Salt (per Emili Grahit)                                                |
| L-10  | Estació d'Autobusos / RENFE - Fornells de la Selva                                              |
| L-16  | Sant Julià de Ramis - Sarrià de Ter - Pont Major - Ramon Folch (Jutjats)                        |

Autobús interurbà
| Línia       | Recorregut                                                                                     |
| ----------- | ---------------------------------------------------------------------------------------------- |
| 100         | Girona - Banyoles - Olot                                                                       |
| 103         | Girona - Santa Coloma de Farners                                                               |
| 105         | Girona - Llagostera - St. Feliu de Guíxols i S'Agaró                                           |
| 114         | Girona - Banyoles - Olot - Camprodon - Setcases - Vallter                                      |
| 117         | Girona - Olot - Ripoll - Puigcerdà - Llívia                                                    |
| 151         | Girona - Caldes de Malavella                                                                   |
| 152         | Girona - Amer - Anglès - Olot                                                                  |
| 200         | Girona - Flaçà - Palafrugell - Begur                                                           |
| 201         | Girona - Flaçà - L'Escala                                                                      |
| 202 205 206 | Girona - Flaçà - La Bisbal - Palafrugell - Palamós - Llagostera - Caldes de Malavella - Girona |
| 204         | Girona - Julià - Madremanya - Monells - La Bisbal d'Empordà                                    |
| 300         | Girona - Anglès - Osor                                                                         |
| 301         | Girona - Sant Gregori - Sant Esteve de Llémena                                                 |
| 302         | St. Celoni - Breda - Arbúcies - St. Hilari Sacalm - Salt - Girona                              |
| 303         | St. Hilari Sacalm - Arbúcies - Breda - Hostalric - Girona                                      |
| 400         | Girona - Sant Jordi Desvalls - Verges - Torroella de Montgrí - L'Estartit                      |
| 401         | Girona - Sant Jordi Desvalls - Garrigolas - L'Estartit                                         |
| 500         | Girona - Vidreres - Lloret de Mar                                                              |
| 600         | Girona - Maçanet de la Selva - Blanes - Palafolls                                              |
| 601         | Girona - Fornells de la Selva - Riudellots de la Selva - Aeroport Costa Brava Girona           |
| 602         | Barcelona - Girona - Medinyà - Figueres                                                        |